# Monaster Świętych Borysa i Gleba w Torżoku
Monaster Świętych Borysa i Gleba – męski klasztor prawosławny w Torżoku, w eparchii twerskiej. 
Klasztor męski w Torżoku założył ok. 1038 święty mnich Efrem Nowotorski, pochodzący z Kijowszczyzny. Była to trzecia powstała na ziemiach ruskich wspólnota monastyczna. Efrem, którego brat Gieorgij zginął razem z książętami Borysem i Glebem, założył na miejscu obecnego klasztoru pierwszą cerkiew pod ich wezwaniem. Wokół cerkwi powstała wspólnota monastyczna złożona z uczniów i naśladowców mnicha Efrema. Zmarły w 1053 zakonnik został pochowany na terenie założonego przez siebie klasztoru. 
Szybszy rozwój monasteru nastąpił jednak dopiero w czasie panowania Iwana Groźnego, kiedy arcybiskup pskowski i nowogrodzki Leonid doprowadził do translacji relikwii mnicha Efrema, którego ciało według tradycji nie uległo rozkładowi. Niedługo później świętym ogłoszony został również jeden z uczniów Efrema – mnich Arkadiusz Nowotorski. 
W 1928 monaster został zamknięty przez władze stalinowskie. Już wcześniej, w latach 20., z klasztoru zostały zarekwirowane relikwie jego założyciela, które według wspomnień mogły znajdować się w muzeum religii i ateizmu urządzonym w soborze Kazańskiej Ikony Matki Bożej w Petersburgu, zaś w 1925 mnisi zostali zmuszeni do opuszczenia budynków zamienionych na więzienie o zaostrzonym rygorze. Później w klasztorze znajdował się zakład odwykowy dla alkoholików, następnie muzeum etnograficzne. 
Do reaktywacji życia klasztornego doszło w 1993 na mocy dekretu biskupa twerskiego i kaszyńskiego Wiktora (Olejnika), który wyznaczył na nowego przełożonego monasteru ihumena Wassiana (Kurajewa). W kompleksie zabudowań monasterskich przeprowadzono również niezbędne prace remontowe. W 2008 wspólnotę monastyczną tworzyło 5 zakonników. Zakonnicy z klasztoru w Torżoku opiekują się cerkwią św. Jana Teologa w tym samym mieście oraz kaplicą Kazańskiej Ikony Matki Bożej w Zaruczu.